# Comunicación no verbal
La comunicación no verbal (CNV) es un fenómeno paralingüístico por el que se transmite información sin hacer uso del habla, mediante contacto visual, expresiones faciales, gestos, expresiones corporales y posturas; incluye el uso de señales, kinésica, distancia, (proxemia) y entornos físicos, vocales (paralenguaje) y del tacto (háptica).
Se han identificado al menos tres medios de comunicación no verbal, incluida la señal básica, lo que se intenta transmitir y cómo se interpreta. La interpretación correcta de la comunicación no verbal transmitida a un receptor dependen altamente del conocimiento del receptor y la empatía que el individuo tiene. Puede incluir el uso del tiempo, (cronémica) el contacto visual y las acciones de mirar mientras hablar o escuchar, frecuencia al mirar, patrones de concentración visual, dilatación de las pupilas y frecuencia de parpadeo.
1. Usando la definición general aceptada de comunicación (emisor, receptor y mensajes) en donde podemos aceptar que cualquier comportamiento es considerado comunicación.
2. Usando la perspectiva de la distinción entre los conceptos de información, comportamiento y comunicación.
3. Usando la perspectiva del emisor, el receptor o del mensaje.

Para propósitos generales y de esta página se usará la primera. Sin embargo, los signos que conforman un sistema de comunicación verbal -las palabras- no son los únicos medios por los que transmitimos información. También tenemos a disposición signos como los gestos faciales, la disposición del cuerpo y las señas que, en algunos casos, complementan nuestros mensajes verbales.
Hay que aclarar que las lenguas de señas no son comunicación no verbal, sino un tipo de lengua natural, propio de las personas sordas, con una estructura sintáctica compleja. 

## Características
- La comunicación no verbal es omnipresente y multifuncional.
- La CNV puede llevar a malentendidos, por depender de diferencias culturales, aunque también puede ayudar a interpretar la comunicación lingüística o la ironía.
- la CNV tiene primacía filogenética y ontogenética.[cita requerida]
- la CNV puede expresar lo que no se dice verbalmente, aunque en general es difícil de interpretar, por existir muchas ambigüedades

En los seres humanos, la CNV es frecuentemente paralingüística, es decir, acompaña a la información verbal matizándola, ampliándola o mandando señales contradictorias. Es por ello que la CNV es importante en la medida que:

Cuando hablamos (o escuchamos), nuestra atención se centra en las palabras más que en el lenguaje corporal. Aunque nuestro juicio incluye ambas cosas. Una audiencia está procesando simultáneamente el aspecto verbal y el no verbal. Los movimientos del cuerpo no son generalmente positivos o negativos en sí mismos, más bien, la situación y el mensaje determinarán su evaluación.
Givens, 2000, p. 4.

La información transmitida no verbalmente podría ser importante en la medida en que frecuentemente reflejan mejor el pensamiento inconsciente que los mensajes orales o escritos.
- Movimientos corporales: gestos, configuraciones faciales y otros movimientos del cuerpo. Así, por ejemplo, levantamos las cejas para expresar incredulidad, o miramos el reloj continuamente cuando queremos terminar una conversación. Aunque no hay una interpretación unánime de esos movimientos, el lenguaje corporal enriquece, y a menudo complica, la comunicación verbal.
- Expresión facial. Un rostro adusto y una sonrisa indican cosas totalmente distintas. Las expresiones faciales, junto con las entonaciones, pueden mostrar arrogancia, agresividad, miedo, timidez u otras características que nunca se advertirían si uno leyese una transcripción de lo que se dijo.
- Distancia física. La manera en que los individuos se acercan o alejan a la hora de comunicarse también tiene un significado. Lo que se considera como distancia adecuada depende de las normas culturales de cada país. Así, por ejemplo, lo que es una distancia normal en una relación de negocios en los países latinos puede ser considerado como íntima en muchas otras partes del mundo. Si alguien se acerca a usted más de lo que considera apropiado puede sentirse agredido, y si se separa más de lo debido puede ser interpretado como un gesto de desinterés o desagrado.
- Paralenguaje. Además del lenguaje corporal y las expresiones faciales, también la voz constituye un elemento fundamental de la comunicación no verbal. El paralenguaje incluye aspectos como la entonación, la velocidad del habla, el volumen, las pausas o el énfasis, que no forman parte del contenido lingüístico, pero que afectan directamente a cómo se interpreta un mensaje. Una misma frase puede parecer una afirmación, una duda o una ironía, según cómo se pronuncie. Estos elementos paraverbales modulan la intención del hablante y transmiten información emocional que no siempre es consciente.

Hay que estar atentos a estos factores, particularmente porque pueden ayudarnos a descubrir contradicciones.

## Investigaciones recientes sobre la comunicación no verbal
La comunicación no verbal ha recibido menor atención y estudio científico que la verbal, ya que consiste en un modo de transmisión de información menos estructurado y de más difícil interpretación. Se conocen pocos trabajos publicados que profundizaran antes de 1950 en aspectos de la comunicación no verbal, ya que esta no se consideraba un objeto digno de interés científico.
Antes del estudio científico de la comunicación no verbal, el lenguaje no verbal no había pasado de la descripción más o menos extensa de anécdotas y observaciones curiosas, como es el caso de algunas descripciones presentes en la obra de Charles Darwin The Emotions in Man and Animals, escrita en 1872. Darwin sugirió la posibilidad de que los humanos tienen, en todos los contextos culturales, elementos de expresión que les son comunes. Además Charles Darwin destacó la importancia de la comunicación y de la expresión en la supervivencia biológica. También David Efron, con su obra Gesture and Environment 1941, estableció la importancia del papel de la cultura en la formación de muchos de los gestos que realizamos.
En la década de 1950 comenzó un despegue de la investigación en todas las áreas de la comunicación humana. En lo concerniente al área no verbal se destacan tres hechos significativos:
- En 1941, David Efron publica su tesis doctoral Gesture and environment, en donde refuta las teorías sobre la determinación racial de la gestualidad utilizadas por el nazismo.
- Aparece Introduction to Kinesics (1952), del antropólogo Ray Birdwhistell.
- El psiquiatra Jürgen Ruesch y el fotógrafo Weldon Kees publican el primer libro que utilizó el término no verbal, Nonverbal Communication (1956). Esta obra ofrecía una visión del tema acompañada de una amplia documentación gráfica.
- Otro antropólogo, Edward T. Hall, publicó The Silent Language (1959), tras varios años de investigación del uso del espacio por los seres humanos: proxémica. Un estudio más detallado sobre este tema apareció más tarde, en 1996: The Hidden Dimension.
- Otros investigadores han realizado importantes contribuciones, como Desmond Morris y Paul Ekman. En España existen autores que han analizado la importancia de la comunicación no verbal en la población en general y en distintos colectivos. En 2019, la experta en lenguaje no verbal y oratoria Susana Fuster publicó en la editorial Editorial Espasa el libro "Hijos que callan, gestos que hablan" en el que detalla las herramientas que con pueden contar los padres y educadores para entender el lenguaje no verbal de los adolescentes.

### Aportes contemporáneos y teorías recientes sobre la comunicación no verbal
- En 1994, el investigador español Fernando Poyatos publica La comunicación no verbal: Cultura, lenguaje y conversación, una obra fundamental que propone un enfoque multicanal del fenómeno comunicativo. Poyatos clasifica los sistemas no verbales en kinesia (gestos y movimientos), paralenguaje (entonación, pausas, ritmo), proxémica (uso del espacio), cronémica (uso del tiempo) y elementos ambientales. Su perspectiva resalta que todos estos sistemas funcionan simultáneamente, de forma integrada, y están profundamente mediados por la cultura.

- En 2009 y 2015, el psicólogo Gerben van Kleef desarrolla la teoría EASI (Emotions as Social Information), en la que plantea que las expresiones emocionales no verbales como una sonrisa, una mirada de ira o una expresión de tristeza no solo reflejan estados internos, sino que también afectan directamente la conducta, decisiones y actitudes de los observadores. Esta teoría ha sido aplicada en contextos de liderazgo, educación y dinámicas de grupo.

- En 2017, Mark L. Knapp, Valerie Manusov y Mark Patterson sistematizan las funciones de la comunicación no verbal en cinco ejes principales: (1) informar, (2) regular la interacción, (3) expresar afecto, (4) influir sobre los demás y (5) gestionar la imagen personal. Esta propuesta funcional ha permitido una mejor comprensión del papel que cumplen los gestos, las miradas o el tono de voz según el contexto comunicativo.[3]

- En 2021, la investigadora Judee K. Burgoon amplía su reconocida Teoría de la Violación de Expectativas, sosteniendo que cuando un comportamiento no verbal como un contacto visual prolongado o una invasión del espacio personal contradice las expectativas sociales del receptor, puede provocar una reacción emocional significativa. Esta teoría ha sido clave para comprender fenómenos como la persuasión, la seducción o la intimidación en contextos interpersonales y profesionales.[4]

### Estudios experimentales y cuasiexperimentales sobre la comunicación no verbal en la educación
En las últimas décadas, la comunicación no verbal ha sido objeto de estudios empíricos que validan su impacto en el proceso de enseñanza-aprendizaje, particularmente en áreas como la gestión emocional, la atención, la inclusión educativa y el aprendizaje de lenguas. A continuación, se presentan algunos estudios relevantes:
- En Jordania, Alshurman (2020) llevó a cabo un estudio cuasiexperimental con grupo control y grupo experimental compuesto por niños con Trastorno del Espectro Autista (TEA). El grupo experimental recibió enseñanza entre pares. Se observaron mejoras significativas en contacto visual, expresión facial y comunicación no verbal funcional.[5]

- En Palestina, Hamdan (2021) aplicó un estudio cuasiexperimental con grupo control y experimental, basado en el programa Discrete Trial Training (DTT). Participaron niños con TEA, y se registraron mejoras significativas en gestualidad, respuesta a estímulos visuales y contacto ocular, validando el modelo ABA en el desarrollo de habilidades CNV.[6]

- En India, Ahuja (2022) diseñó un estudio cuasiexperimental con grupo control y experimental, enfocado en docentes en formación. Luego de una intervención en CNV, el grupo experimental mostró mejoras en atención y participación de sus alumnos, al integrar gestos, posturas abiertas y mirada directa en sus clases.[7]

- En Polonia, Polok et al. (2022) desarrollaron un estudio cuasiexperimental con niños de 6 años distribuidos en grupo control y experimental. El grupo experimental aprendió vocabulario mediante gestos icónicos. Se observaron mejoras en retención, participación y motivación. El estudio evidenció el valor del cuerpo como recurso didáctico en segundas lenguas.[8]

- En Irak, Fahmi Aajami (2023) realizó un estudio cuasiexperimental con estudiantes universitarios de inglés como lengua extranjera. El grupo experimental, instruido con apoyo de CNV (gestos, expresiones, tono), mejoró su comprensión, retención y actitud hacia el aprendizaje, frente al grupo control evaluado con métodos tradicionales.[9]

- En España, Rodríguez Negro (2024) ejecutó un estudio cuasiexperimental sin grupo control con niños de primaria para analizar si la expresión corporal mejora la atención y el control de la impulsividad. Se observó una mejora significativa en la atención, pero no en la inhibición cognitiva, resaltando el potencial de la CNV en el desarrollo de funciones ejecutivas.[10]

### Comunicación animal
Estudios recientes han puesto de relieve también la existencia de toda una gama de formas de comunicación animal, por ejemplo, las abejas, los silbidos de los pájaros, delfines y las ballenas. De todas maneras, desde la semiótica, por ejemplo, la comunicación animal no existe como tal, pues esta sólo es entre los seres humanos gracias a su exclusiva capacidad de interpretación de mensajes.marzo 2024[cita requerida] En los animales más bien hay una conducta instintiva y, por tanto, este comportamiento no podría llamarse comunicación,marzo 2024[cita requerida] cuyo sentido finalmente es fruto de la reflexión de los seres humanos sobre sus propias maneras de significar. 
Las formas no verbales de comunicación entre los seres vivos incluyen: luces, imágenes, sonidos, gestos, colores y entre los humanos, además, los sistemas simbólicos: las señales, las banderas y otros medios técnicos visuales. Estos últimos son creados por los hombres para comunicarse y por ello deben ponerse de acuerdo acerca del significado que van a atribuirle a cada señal.
Se puede hacer una clasificación de tres grupos de los signos no verbales, según sus usos principales:
1. Signos no verbales con usos sociales (interacción social);
2. Signos no verbales con usos estructuradores del discurso (organizar la comunicación en interacción);
3. Signos no verbales con usos comunicativos (para expresar sensaciones, sentimientos y determinar nociones).

### Lenguaje gestual y corporal
Es común que en su desempeño diario los seres humanos hagan gestos y den señales no verbales interpretables por otras personas como muecas, movimientos de brazos, manos y dedos, entre otros. Paul Ekman encontró hasta quince expresiones del rostro universalmente entendibles en diferentes culturas. Además existen gestos no faciales ampliamente difundidos en diferentes culturas.
La comunicación corporal, evolutivamente anterior al lenguaje verbal estructurado, es una parte integral del sistema de comunicación humano y de muchos primates. En los humanos modernos el lenguaje no verbal tiene sentido paralingüístico y resulta importante en muchos intercambios comunicativos humanos que complementan adecuadamente el discurso verbal. Se menciona que la gestualidad transmite estados de ánimo y la situación bio-psíquica de una persona, como por ejemplo, su grado de estrés o cansancio.
Algunos autores han señalado que:

El éxito en la comunicación depende del funcionamiento correcto y adecuado de todos los componentes del sistema de comunicación. Partimos de la convicción de que hacerse entender por un número pequeño o elevado de personas, es un arte que puede aprenderse. En la medida en que se conocen y se ponen en práctica una serie de recursos por parte del emisor, en este caso el monitor, se favorecerá la transmisión del mensaje y su correcta asimilación por parte de los receptores.

Algunos tipos de comportamientos no verbales universales en el ser humano tienen un paralelo evolutivo en otras especies animales: las posturas de dominio y sumisión en encuentros cara a cara entre seres humanos, son similares a exhibiciones rituales de agresión y apaciguamiento que establecen y mantienen jerarquías entre otros primates. Cuando los humanos y otros primates actúan en situaciones sociales, no son unidades aisladas, sino que están ligadas socialmente con el resto de individuos.

### Lenguaje visual
El lenguaje visual comprende tanto las señas o indicios simples, como códigos semióticos complejos. Gracias a señas, gestos y miradas, las personas son capaces de transmitir mensajes (emisor), que permiten al receptor saber lo que significan sin ponerse de acuerdo. En este caso, la interpretación de dichas señales es altamente dependiente del contexto lingüístico (según Grice, dependen de la Pragmática conversacional).
Por el contrario, los códigos más complejos sólo pueden ser aprendidos y el significado no se determina por reglas exclusivamente pragmáticas, sino que requiere el análisis de una dimensión sintagmática y una dimensión paradigmática (como otros códigos semióticos complejos). Un ejemplo es el análisis de los complementos de vestir, como Roland Barthes ilustra mediante las dimensiones sintagmática y paradigmática. De acuerdo con este análisis, los elementos paradigmáticos son elementos que no pueden ser colocados en la misma parte del cuerpo, mientras que la dimensión sintagmática es la combinación particular o yuxtaposición de elementos que pueden ser llevados al mismo tiempo. Las señales de tráfico son otro ejemplo de lenguaje visual en el que se combinan forma, color y simbología dibujada. Estos tres factores juntos configuran la sintagmática: las posibles formas, los posibles colores y la posible simbología, que pueden aparecer sintagmáticamente combinados.

#### Mirada
La mirada es un aspecto importante en la comunicación no verbal, ya que permite complementar la información verbal corroborándola o matizando su contenido. En la mayoría de conversaciones entre seres humanos existe un notable contacto visual, resultando anómalas las personas que no miran demasiado a interlocutores. En niños la falta de contacto visual está asociada frecuentemente a mentiras, distorsiones y otros hechos psicológicos interesantes. También puede señalar autismo. En la comunicación pública el contacto visual muy persistente puede provocar inquietud y nerviosismo en la persona que está hablando o el auditorio.
Por otra parte, la mirada sirve para interactuar y marcar los turnos de palabra en una conversación. Antes de dar una respuesta, es frecuente desviar la mirada, dando a entender que se va a intervenir de nuevo. El asentimiento con la mirada también es un signo frecuente que sirve para establecer la duración del turno de palabra. Muchos de los gestos y actitudes derivan, en muchas ocasiones, de un comportamiento inconsciente aunque adquirido en la infancia y no innato. Los niños gradualmente aprenden a distinguir entre una mirada burlona, una mirada de sorpresa, una mirada desafiante, etc. Por último, el tiempo durante el cual se mantiene la mirada puede también servir de ayuda para saber qué piensa el interlocutor. Así, una persona insegura o nerviosa es incapaz de mantener la mirada fija en su interlocutor durante un largo período. Además, cuando se habla de temas personales disminuye (o incluso llega a perderse) el contacto visual. Se ha establecido que el elogio frecuentemente atrae la mirada del elogiado.

### Paralenguaje
El paralenguaje se refiere a todo tipo de señales concurrentes con una emisión propiamente lingüística que transmiten información adicional, matizan, reafirman o incluso pueden llegar a contradecir el sentido comunicativo de dicha emisión lingüística.
Para algunos autores, el paralenguaje son aquellas cualidades no verbales y modificadoras de la voz y también los sonidos y silencios con que apoyamos o contradecimos las estructuras verbales o kinésicas. Intervienen en él los aparatos fonadores y los órganos nasales.
La existencia de paralenguaje parece un hecho universal de la comunicación humana cotidiana, aunque las formas específicas que toma la gestualidad o las señales concretas son altamente culturales. Por otra parte el paralenguaje en general admite gradualidad, y no puede analizarse, a diferencia de los mensajes propiamente lingüísticos, en unidades discretas combinables.

## Comunicación verbal y no verbal
La diferencia entre comunicación verbal y no verbal no se reduce únicamente a la diferencia entre acciones y discurso. Más que una distinción basada en el canal involucrado, sería mejor referirse al código que se emplea en la comunicación. Un esquema de distinción sugerido depende del grado de sutileza con que se utilice el código definido, según estén presentes o ausentes determinadas reglas de decodificación. Las características más generales de la comunicación no verbal son su no discrecionalidad y que además no tiene un orden secuencial o lineal. En una forma discrecional de comunicación no existe semejanza entre los elementos del código y los significados subyacentes. La forma analógica conserva dos significados: el del emisor y el de receptor; y la comunicación es posible en la medida en que ambos coincidan.
Dentro de la comunicación no verbal está la comunicación corporativa, que es un instrumento de gestión por medio del cual toda comunicación interna y externa conscientemente utilizada, está armonizada tan efectiva y eficazmente como sea posible, para crear una base favorable para las relaciones con los públicos de los que la empresa depende (Van Riel, 2000: 26); por ello, algo indispensable dentro de la comunicación corporativa es la negociación, ya que esta se va a percibir como “un proceso interactivo cuyo fin es la resolución de un conflicto entre partes, mediante una modificación de las posiciones iniciales, para llegar a un acuerdo aceptable para todos” (Trujillo y García, 2004: 17) sin perder de vista de igual forma que “La negociación supone la superación o el intento de renunciar al recurso de la fuerza para conseguir nuestros objetivos” (Puchol, 2005: 7). La importancia en la relación de poder y comunicación no verbal es que desarrolla habilidades de comunicación en la organización, a fin de mejorar la productividad y la eficiencia y tener como resultado el desarrollo de ventajas competitivas (Maglioni y Galeano, 2016).
Un factor importante en algunas negociaciones podrían ser las emociones, ya que se debe de entender que los negociadores son personas y, como tal, tienen un conjunto de emociones y expectativas, que influyen en su quehacer personal, profesional, social, etc. (Nava, 2012). “En la comunicación oral y en la no verbal tienen mayor preeminencia las emociones, y cómo estas se delatan a través de los gestos”.
Dentro de la comunicación no verbal hay recientes investigaciones donde muestran que un tipo de comunicación no verbal como la kinésica, donde Birdwhistell dice que “gran parte de la base de las comunicaciones humanas se desarrollan a un nivel por debajo de la conciencia” y “que el 35 % de la comunicación cara a cara es tonal y el 65 % es corporal o no verbal” [cita requerida]. Entonces la Kinésica es el estudio sistemático de cómo las personas se comunican a través del movimiento corporal y los gestos; asimismo designa el estudio del movimiento humano desde el punto de vista de su significado (Rulicki y Cherny, 2012). Dentro de esto tenemos otro campo de estudio que es la Proxémica que puede definir “como el estudio de cómo el hombre estructura inconscientemente el micro-espacio. En este sentido, la conducta proxémica da lugar a las distancias interpersonales en la comunicación y estudia la estructuración y el uso del espacio en la interacción personal, social y pública” (Diez Maglioni, Ochoa Galeano, 2016, p. 16). De igual forma la paralingüística es la comunicación donde se hace énfasis al componente vocal de un discurso, una vez se ha eliminado su contenido no es importante lo que se dice, sino cómo se dice (Olascoaga, 2011) y el comportamiento paralingüístico comprende el volumen de la voz, el ritmo, la dicción, el acento vocal, los énfasis y las pausas, los suspiros, los bostezos y también la frecuencia en la emisión de interjecciones (Rulicki y Cherny, 2012).
El hombre tiene la capacidad de ejecutar tres funciones: la neurología, el lenguaje y la programación (Maglioni y Galeano, 2016) . Por ello “El sistema neurológico regula cómo funcionan nuestros cuerpos, el lenguaje determina cómo nos relacionamos y nos comunicamos con otras personas y nuestra programación determina los tipos de modelos del mundo que creamos” (Maglioni y Galeano,p, 22 2016) así representamos nosotros la información por los sistemas antes ya mencionados.

### Aparatos y sentidos de la comunicación no verbal
La comunicación no verbal puede estudiarse subdividiéndola en canales, destacando la comunicación como interrelación entre los participantes. Los canales relevantes son:
Para el emisor, es decir, la persona que envía el mensaje:
- Cara: ceño, sonrisa, mueca.
- Ojos: dirección, mirada, alteraciones en la pupila.
- Cuerpo: postura, posición brazos y piernas, distanciamiento.
- Voz: tono, ritmo.

Para el receptor, es decir, la persona que recibe el mensaje:
- Vista: Percibe la forma, color, tamaño de las cosas.
- Oído: Capta los sonidos y distingue si son fuertes, débiles, agudos o graves.
- Olfato: Aprecia los aromas y los distingue unos de otros.
- Tacto: Nota el frío, calor, suavidad o aspereza de las cosas.

Los esquemas de clasificación que se utilizan para el estudio de esta comunicación se refieren a características estructurales, a la descripción física del comportamiento. Uno de estos es el estudio de un solo canal: la técnica de puntuación de emoción facial (TPEF), que está siendo sustituido por un sistema más complejo y completo denominado sistema de codificación de acción facial (SCAF), que estudia cualquier movimiento facial que pueda ser identificado visualmente. El nuevo sistema facilitará el estudio del movimiento facial en investigaciones no relacionadas con la emoción. Otros sistemas se refieren a la función. Una clasificación funcional hace presunciones acerca del significado de diversos comportamientos, generalmente desde el punto de vista del observador. Paul Eckman y Friesan desarrollan un esquema de cinco categorías:
a) Emblemas: movimientos sustitutorios de las palabras. Pueden ser asignados o no a una lengua.
b) Ilustrativos: movimientos que acompañan un discurso y que lo subrayan, modifican o puntúan. Se trata de ejemplificar o ilustrar con el gesto aquello que se está transmitiendo verbalmente, es decir, han de acompañan a las palabras expresadas. Hay diversas categorías:
- Ideográficos: acompañan a la expresión de ideas discursivas o también de ideas abstractas (números…). Suelen ilustrar conceptos o relaciones lógicas.
- Pictográficos: ayudan a describir el aspecto formal del contenido verbal (tamaño, forma…).
- Deícticos: indican o señalan la situación espacial o la identificación de primera persona o cosa a la que se refiere el mensaje verbal.
- Kinetográficos: se utilizan para acompañar a los verbos y a las oraciones que describen movimiento.
- Espaciales: describen un espacio nombrado verbalmente. Pueden ser estáticos o dinámicos.

c) Reguladores: movimientos que mantienen o señalan un cambio en los roles de habla y escucha. Ayudan, tanto al que habla como al que escucha a mantener y ordenar el flujo del mensaje oral.
d) Adaptativos: movimientos ligados a la necesidad individual o al estado emocional.
e) Exhibidores de afecto: las expresiones faciales vinculadas con la emoción.
f) Batutas: acompañan y regulan el ritmo del discurso oral. Estos gestos son hábitos semiconscientes, pero aprendidos. Su empleo responde a características personales, pero siempre tienen un contenido cultural fuerte. Aportan espontaneidad al discurso. Pueden ser unilaterales (se mueve un solo brazo), paralelos (se mueven los dos brazos a la vez) o alternantes (se mueven los dos brazos alternativamente). Las batutas también pueden ir acompañadas de la mirada.
La mayor parte del comportamiento no verbal está codificado de forma distinta del lenguaje escrito o verbal. Por lo tanto, utilizar un sistema orientado al lenguaje para comprender toda la comunicación equivale a distorsionar los elementos cruciales de naturaleza no lingüística.
No cabe duda de la importancia de lo no verbal en la totalidad del proceso de comunicación.

## Aspectos psicológicos
Diversos psicólogos y psiquiatras han demostrado que la forma de moverse de una persona muestra correlaciones sobre sus emociones y sus reacciones hacia la gente que lo rodea. Algunas personas, cuando saben que la comunicación no verbal es una vía de comunicación, toman conciencia de sí mismas y esto se convierte en un problema. Piénsese qué puede significar para una persona consciente de ello la importancia de la comunicación no verbal (por ejemplo, para dar señales de sus sentimientos o cuando habla con un psicólogo al que atribuye una especial capacidad lectora de esas señales).
Una persona puede enfrentarse ante la comunicación no verbal al menos de tres formas:
- Intentar inhibir la comunicación no verbal que, de acuerdo a su conocimiento o creencia, significa algo en la interacción que no quiere que se note o se sepa. Este comportamiento supondría iniciar cada interacción con mucha tensión, o de una forma poco expresiva.
- Sentirse liberado al reconocer cómo deja traslucir sus emociones, al darse cuenta de que la gente le conoce intuitivamente mucho más de lo que es capaz de decir en palabras acerca de cómo se siente.
- Y, por último, puede sentirse simplemente despreocupado, al tomar conciencia de que es inevitable comunicar algo, que ese algo se capta sobre todo intuitivamente, y que en realidad nadie mantiene una interacción estando pendiente de fijarse en cada comportamiento no verbal para analizar su significado, a no ser que sea un movimiento realmente inusitado.

El análisis de la comunicación no verbal requiere al menos tener en cuenta tres criterios básicos:
1. Cada comportamiento no verbal está ineludiblemente asociado al conjunto de la comunicación de la persona. Incluso un solo gesto es interpretado en su conjunto, no como algo aislado por los miembros de la interacción. Si es un gesto único asume su significado en cuanto gesto y en un cuanto que no hay más gestos.
2. La interpretación de los movimientos no verbales se debe hacer en cuanto a su congruencia con la comunicación verbal. Normalmente la intención emocional se deja traslucir por los movimientos no verbales, e intuitivamente somos capaces de sentir la incongruencia entre estos y lo que verbalmente se nos dice. La comunicación no verbal necesita ser congruente con la comunicación verbal y viceversa, para que la comunicación total resulte comprensible y sincera.
3. El último criterio de interpretación del sentido de la comunicación no verbal, es la necesidad de situar cada comportamiento no verbal en su contexto comunicacional.

### Regla de Mehrabian
El psicólogo Albert Mehrabian, actualmente profesor emérito en la Universidad de California en Los Ángeles, llevó a cabo experimentos sobre actitudes y sentimientos y encontró que en ciertas situaciones en que la comunicación verbal es altamente ambigua, solo el 7 por ciento de la información se atribuye a las palabras, mientras que el 38 por ciento se atribuye a la voz (entonación, proyección, resonancia, tono, etcétera) y el 55 por ciento al lenguaje corporal (gestos, posturas, movimiento de los ojos, respiración, etcétera).
El trabajo de Mehrabian ha sido malinterpretado frecuentemente hasta el punto que la “regla 7 %-38 %-55 %” ha llevado a afirmaciones como que en cualquier situación comunicativa, el significado del mensaje se transmite fundamentalmente de manera no verbal, no mediante el significado de las palabras. Esto es por supuesto una exageración, y se debe a una generalización indebida de las condiciones específicas de los experimentos de Mehrabian. El propio Albert Mehrabian aclara en su página web:
Gusto total = 7 % gusto verbal + 38 % gusto vocal + 55 % gusto facial: Por favor, note que ésta y otras ecuaciones en relación con la importancia relativa de los mensajes verbales y no verbales se derivaron de experimentos que tenían relación con comunicaciones de sentimientos y actitudes (es decir, gusto-disgusto). A menos que un comunicador esté hablando acerca de sus sentimientos o actitudes, estas ecuaciones no pueden aplicarse. Véanse también las referencias 286 y 305 en Mensajes Silenciosos -- esas son las fuentes originales de mis descubrimientos.

Otra dificultad es que, si bien los datos estadísticos de la información medida a partir de la entropía son un dato acerca de la complejidad estadística del mensaje, no existe una medida objetiva de la información semánticamente interpretable o medida de la cantidad de significado en un mensaje, por lo que es difícil acordar, en una situación comunicativa general, qué porcentaje del significado es transmitido de manera verbal y no verbal.

## El lenguaje gestual y su dimensión cultural
Los elementos de los códigos no lingüísticos no son instintivos, sino aprendidos dentro de una cultura.
Algunas sociedades, como la italiana, emplean muchos gestos y expresiones faciales; otras como la japonesa, utilizan muy pocos. En sociedades latinas, la distancia entre interlocutores es menor que en la anglosajona, y el volumen de la voz, más alto.
No existe ningún libro que hable de todas las reglas del comportamiento humano ni de la comunicación no verbal. Y ordenar los gestos de todo nuestro planeta es intentar catalogar los rostros del mismo grupo étnico. Incluso dentro de un mismo país, puede no existir un acuerdo unánime sobre el significado exacto de cada gesto. Por lo tanto, las siguientes líneas son para utilizar como directrices generales.

### El saludo
El apretón de manos, como elemento de comunicación no verbal, ha sido adoptado casi en todo el mundo como forma habitual de saludar a una persona. Sin embargo, hay saludos tradicionales (como la reverencia) que permanece todavía en países asiáticos. La forma firme o suave de dar la mano a las personas, también forma parte del lenguaje no verbal y los diferentes rasgos de cultura. 

#### Europa
En Europa, el saludo tradicional es un apretón de manos, seguido, en ciertos casos, por un abrazo o incluso un beso o dos en las mejillas entre amigos. Mientras en países como Alemania, Austria, Dinamarca, Grecia, Irlanda, Noruega, Rumania, Suecia, la gente se aprieta las manos con bastante firmeza, en otros países como España, Francia o Italia, el apretón es más ligero y más cálido.
En los territorios latinos, los abrazos, las palmadas en la espalda y los besos en la mejilla son muy frecuentes, sobre todos entre familiares y amigos. Pero no son propios de países como Alemania, Austria, Dinamarca, Polonia, Noruega o Suecia. Es más, al presentarse, en Hungría o Polonia, las personas suelen estar a un brazo de distancia entre ellos. En Rusia, es común el «abrazo de oso», que va acompañado a menudo por dos o tres besos alternos y rápidos en las mejillas. Al contrario, en Finlandia este gesto no es nada común. Si en la Europa continental la gente se aprieta las manos tanto a la llegada como a la despedida, al comenzar y finalizar el día, en el Reino Unido es menos frecuente.

#### África y Medio Oriente
En África y en Oriente Medio, debido a las distintas nacionalidades y a las influencias surgidas en la época de la colonización, los gestos son muy variados y complejos. En muchos países árabes (Arabia Saudí, Sudán, Egipto, Jordania), la presión no es tan fuerte como en Europa, pero el apretón es considerado sincero, cálido y suave.
En Líbano, el saludo habitual incluye una inclinación cortes de cabeza. Como signo del estatus inferior del sexo femenino, en Zimbabue las mujeres y las muchachas hacen reverencias. En otros estados, es muy difícil generalizar el saludo, debido a las culturas diferentes que se han desarrollado en las tribus. Es el caso de Nigeria, Zaire, Malí, Ghana etc. En Marruecos, los buenos amigos se saludan besándose en la mejilla, en las grandes ciudades.

#### Asia y la zona del Pacífico
Para países asiáticos como Japón, República China o Corea del Sur, una reverencia o simplemente una inclinación de cabeza bastan para marcar un saludo de llegada o despedida. En algunas comunidades, el saludo es un gesto en el que las manos se juntan como en actitud de rezar, a la altura del pecho y la cabeza se inclina ligeramente. Se llama namaste en India o Bangladés, y wai para los tailandeses. La gente de Bangladés da la mano a los hombres occidentales, pero frente a una mujer, de cualquier nacionalidad, bajan la cabeza. Debido a la influencia británica la isla de Singapur, por ejemplo, guarda el apretón de manos tradicional, haciendo también una ligera reverencia si se están dirigiendo a un oriental. Algunos países más desarrollados de Asia y con negocios en Europa han adoptado el apretón de manos, pero este se suele hacer suavemente, sin contacto directo, como en Japón, por ejemplo.
En Australia, el apretón de manos es firme y amistoso, mientras que en Fiyi la población se saluda con la cabeza, levantando las cejas. Un apretón menos convencional lo encontramos en Nueva Zelanda donde el agarrón es fuerte y la mirada directa.

#### América del Sur y América Central
Un apretón de manos cálido es el saludo tradicional en los países de América Latina. Por lo general, los hombres se abrazan, dándose cariñosas palmadas en la espalda y las mujeres se saludan con un beso ligero en la mejilla (una especie de “beso falso”), siempre y cuando se hayan presentado anteriormente. A diferencia de los norteamericanos y los europeos, la gente de América Latina suele tender la mano con más suavidad y retenerla más rato cuando se presenta. En Argentina y Uruguay a diferencia de la mayoría de los países del mundo, los hombres se saludan entre ellos con un beso en la mejilla.

#### Estados Unidos y Canadá
En la parte nórdica del continente americano, la forma estándar de saludo es un apretón de manos, siempre acompañado de un contacto ocular directo. Sin embargo, no son frecuentes los abrazos, excepto en Quebec, donde los amigos, igual que en Francia, se pueden abrazar ligeramente.

### Movimientos corporales y faciales
Movimiento de la cabeza: en muchos lugares (aunque no es universal en todas las culturas) mover la cabeza de arriba abajo indica “sí”; sacudirla de un lado a otro significa “no”. En otros países, como Bulgaria, Grecia, Turquía los mismos desplazamientos de la cabeza son interpretadas justamente al revés.
Ojos: en la cultura europea, estadounidense, canadiense, británica y judía es importante sostener la mirada mientras hablamos con los demás, sin importar el sexo o la edad. Este mismo gesto es considerado falta de respeto en ciertas condiciones para la población de África: un niño no puede mirar directamente a un adulto y una mujer oriental no debe tener contacto ocular prolongado con un hombre extraño. En países como Japón, Tailandia o Corea una mirada a los ojos es considerada señal de intimidación.